# Paus Nicolaas II
Nicolaas II, geboren als Gerard van Bourgondië (Château de Chevron (Mercury (Savoie)), ca. 990-995 – Florence, 27 juli 1061) was paus van 1058 tot aan zijn dood in 1061.

## Biografie

### Voor het pausschap
Nicolaas II werd geboren als zoon uit een adellijke familie, het huis Chevron Villette, heren van het kasteel van Chevron bij Mercury in de Savoye en was evenals zijn voorganger, paus Stefanus IX (X) kanunnik in Luik geweest. In 1046 werd hij tot bisschop van Florence gewijd, waar hij de leefgewoontes binnen de kerkelijke gemeenschap en onder geestelijken verbeterde, waartoe onder andere in 1055 een concilie werd bijeengeroepen onder toezicht van paus Victor II.

### Het conclaaf
In de 10e tot 12e eeuw waren de graven van Tusculum een bepalende factor binnen het wereldlijke en kerkelijke bestuur van Rome. In een periode van 100 jaar waren er al 6 pausen uit hun midden gekozen, en toen in 1058 paus Stephanus kwam te overlijden, schoven zij opnieuw een kandidaat uit hun midden naar voren: Giovanni Mincio, die de naam Benedictus X aannam. Deze keuze was tegen de zin in van verschillende kardinalen, die meenden dat de pauszetel onrechtmatig verkregen was, en tegen de uitdrukkelijke wens in van de overleden paus, die erop had gestaan, dat bij de nieuwe pauskeuze Hildebrand van Sovana, de latere paus Gregorius VII, aanwezig zou zijn. Uit angst voor represailles vluchtten de opstandige kardinalen weg uit Rome.
Van Sovana, die van het overlijden van de paus hoorde toen hij op terugreis naar Rome was, was ook fel gekant tegen Benedictus X en wist daarbij de steun te verkrijgen van Godfried II van Lotharingen en keizerin Agnes. Op zijn voorspraak werd Nicolaas II voorgedragen als de enige kandidaat en in 1058 werd hij dan ook in Siena door de kardinalen gekozen (hierdoor werd Benedictus een tegenpaus). Op zijn weg terug naar Rome belegde de nieuwe paus een synode in Sutri waar in aanwezigheid van de hertog van Lotharingen en de keizerlijke kanselier de afzetting van Benedictus X werd afgekondigd. In januari 1059 werd Benedictus uit Rome verdreven, waarna op 24 januari 1059 de kroning van Nicolaas II plaatsvond.

### Pontificaat

#### Afrekening met tegenpaus
Hoewel Benedictus uit Rome was verdreven, bleef de dreiging van hem en zijn aanhang bestaan. Hierop besloot Nicolaas II om Hildebrand van Sovana aan te stellen als legaat om in onderhandeling te gaan met de Normandiërs in Zuid-Italië. Door de erkenning van Richard Drengot als prins van Capua waren de Normandiërs bereid Nicolaas te steunen in zijn strijd tegen de tegenpaus.
De eerste confrontatie vond plaats bij Campagna, maar eindigde niet in de gewenste val. Wel stelde het de paus in staat om bezoeken te brengen aan Spoleto, Farfa en Osimo.
Aan het einde van 1059 reisde Nicolaas af naar Melfi, waar hij in een bijeengeroepen synode de alliantie met de Normandiërs bevestigde. Aan Robert Guiscard werd de soevereiniteit toegekend over Apulië, Calabrië en Sicilië indien hij erin zou slagen de Saracenen van het eiland te verdrijven. Als tegenprestatie betaalde Guiscard een jaarlijkse schatting aan de Pauselijke Staat en beloofde hij de Pauselijke Staat te beschermen. Een soortgelijke overeenkomst werd afgesloten met de prins van Capua.
Na de synode keerde Nicolaas terug naar Rome, vergezeld door een leger van Normandiërs, en dwong Benedictus X uiteindelijk te capituleren. In 1060 werd Benedictus gevangengenomen.

#### Procedure met betrekking tot pauskeuze
Om toekomstige pausverkiezingen te vrijwaren van onregelmatigheden introduceerde Nicolaas II hervormingsmaatregelen, waarvan de vijf hoofdpunten waren:
- Bij de dood van de paus moesten de kardinaal-bisschoppen samen overleggen over een kandidaat en nadat zij overeenstemming daarover hadden bereikt, moesten zij en de andere kardinalen verdergaan met de keuze. De overige clerus en de leken hadden het recht om hun keuze toe te juichen
- De paus-kandidaat moest lid zijn van de Romeinse clerus; vond men daar geen geschikte kandidaat, dan mocht er iemand van een ander diocees worden gekozen.
- De pauskeuze moest gehouden worden in Rome, behalve wanneer een vrije keuze het daar onmogelijk maakte.
- Als een oorlog of andere omstandigheden de plechtige kroning van de nieuwe paus verhinderden, dan was door zijn keuze de kandidaat toch al in functie
- De keuze werd voorgelegd aan de keizer

In een pauselijke bul, In Nomine Domini uit 1059 werden deze punten bekendgemaakt.
De reactie op deze hervorming was van Duitse kant zeer negatief. Niet alleen zagen zij de invloedssfeer van de keizer in Italië slinken door het bondgenootschap van de paus met de Normandiërs, ook de beperking aan invloed bij de kandidaatstelling voor een nieuwe paus was een directe aanval op de zeggenschap van de keizer.
Toch weerhield het Nicolaas II er niet van om de nieuwe procedure in 1060 op een synode te herbevestigen. Hierop werd in Duitsland een vergadering belegd,waarbij de besluiten van Nicolaas ongeldig werden verklaard en waarbij besloten werd tot afzetting van de paus. Dit besluit zou leiden tot een schisma in de kerk, waarbij na de dood van Nicolaas II Honorius II als nieuwe paus naar voren geschoven en gekroond werd (en tegenpaus werd) en Alexander II als rechtmatige paus door de kardinalen werd gekozen en gekroond. Pas in 1064, tijdens de Synode van Mantua, zou een einde komen aan deze tweespalt.

#### Kerkelijke en geestelijke zuiverheid
Onder Nicolaas II werd een begin gemaakt om een einde te maken aan misstanden binnen de katholieke kerk. Zo werd simonie verboden en werd een hernieuwd verbod ingesteld op huwelijken van geestelijken. Deze gedachtegang sloot aan op de hervormingsbeweging Pataria, die in Milaan actief was en die zich in het bijzonder verzette tegen het decadente gedrag van de aartsbisschop Guido da Velate. Doordat de weerstand tegen hem uit de hand dreigde te lopen, was Nicolaas II genoodzaakt er afgevaardigden naartoe te sturen om de situatie te bedaren.
Ook werden vermeende dwalingen in de kerkelijke leer aangepakt. Zo werd de geëxcommuniceerde Berengarius van Tours, die o.a. Christus’ werkelijke aanwezigheid in de eucharistie ontkende, verplicht een formulier te tekenen, waarbij hij zich zou distantiëren van zijn eerdere uitlatingen.

## Dood
Op 27 juli 1061 overleed Nicolaas II. Hij werd begraven in de Sint-Reparata kathedraal te Florence (de kerk waarvan de resten gelegen zijn onder de huidige Dom van Florence.